# 日台経済人の会
特定非営利活動法人日台経済人の会（にったいけいざいじんのかい）は、元陸上自衛官阿尾博政（あお ひろまさ、1930年 - 2023年）が、富田直亮が率いた白団が解散した後、富田の秘書を務め、台湾に渡り諜報活動に従事した後、富田の死後、台湾の近代化に貢献した白団の記録保存と日本-台湾の政財界および経済学術文化交流を目的に設立した団体。

## 活動
- 1997年1月　李登輝著『台湾がめざす未来』出版パーティをロイヤル台北ホテルにて開催。
- 2000年5月
  - 綿貫民輔自民党代表と陳水扁総統就任の祝いで訪台。
  - 陳水扁総統就任式への参加。
- 2000年9月　「台湾大地震」災害救助技術者の派遣協力/日本より台中県大里郷に簡易住宅120戸を建設。
- 2001年4月　李登輝元総統の訪日ビザ発行の協力（自民党議員役100名参加）
- 2001年8月　日台国会議員有効連盟設立に協力。（台湾立法委員と日本国会議員18名）
- 2001年10月　対極門親善文化訪問団の来日支援。
- 2002年6月　台南市と長崎県平戸市の友好活動の支援
- 2003年4月　『日本の大学OB会』台湾での設立支援。
- 2006年2月　 台湾の総統府へ提言書を提出。
- 2006年11月　日本の農林水産省より台湾バナナの日本向け輸出拡大の依頼を受け、販売に協力。
- 2007年5月　児玉源太郎没後100年祭を支援（山口県）
- 2008年9月　馮寄台・台北駐日経済文化代表処（事実上の大使館）代表就任の歓送迎会開催。
- 2012年5月　沈斯淳・台北駐日経済文化代表処代表歓迎。
- 2012年7月　日本貿易復興機構（JETRO）・復興庁・台湾訪問。復興状況説明・対日投資促進セミナー開催についての協力。
- 2012年8月　東北被災地復興支援活動についての復興庁への協力開始。
- 2012年9月　沖縄県への復興支援活動（最偉業廃棄物リサイクル事業）協力。
- 2012年10月　被災地での太陽光発電所建設の協力。
- 2012年12月　太陽光発電所建設、全国展開を開始。
- 2013年2月　台湾における低レベル放射能廃棄物処理事業の協力。
- 2013年4月　東日本震災の被災者救援住宅建設事業の協力。
- 2014年1月　韓国の農業協同組合（NACF）略称農協（NH）よりの依頼で、韓国産鰻を日本へ販売する事業の協力。（龍誠国際貿易有限公司）
- 2014年4月　白団富田直亮閣下没後35周年慰霊祭開催。[2]
- 2014年8月　「日本の古典美を愛でる」展覧会開催。後援　交流協会台北支部、日本人会、日本工商会《日台友好　感謝台湾》

## 役員構成
- 理事長 松尾伸也　（一般社団法人在日スリランカ商工会議所 理事長）
- 副理事長 阿尾正典
- 名誉会長 阿尾博政